# Сициліана (література)
Сициліа́на (італ. siciliana) — восьмирядкова строфа з двома четвертними римами, розташованими за схемою: абабабаб чи аббабааб.
Виникла в середньовічній сицилійській поезії, вважається попередницею октави і, очевидно, тому називається ще октетом:
Я громів не кляну, що носять смерть і жах, а
благословляю грізне рокотання. …………….б
Хай струситься із днів байдужості іржа, ……а
хай спалиться оаза нудьгування. …………..б
Бо що таке життя — боліти і дрижать ………а
у лапах гону самозберігання? ……………….б
Хай впаде як галузка всохла від ножа ……..а
ще й ця моя розміреність остання ………….б
(М. Кушнір).